# Epfendorf
Epfendorf est une commune de Bade-Wurtemberg (Allemagne), située dans l'arrondissement de Rottweil, dans le district de Fribourg-en-Brisgau.

## Galerie

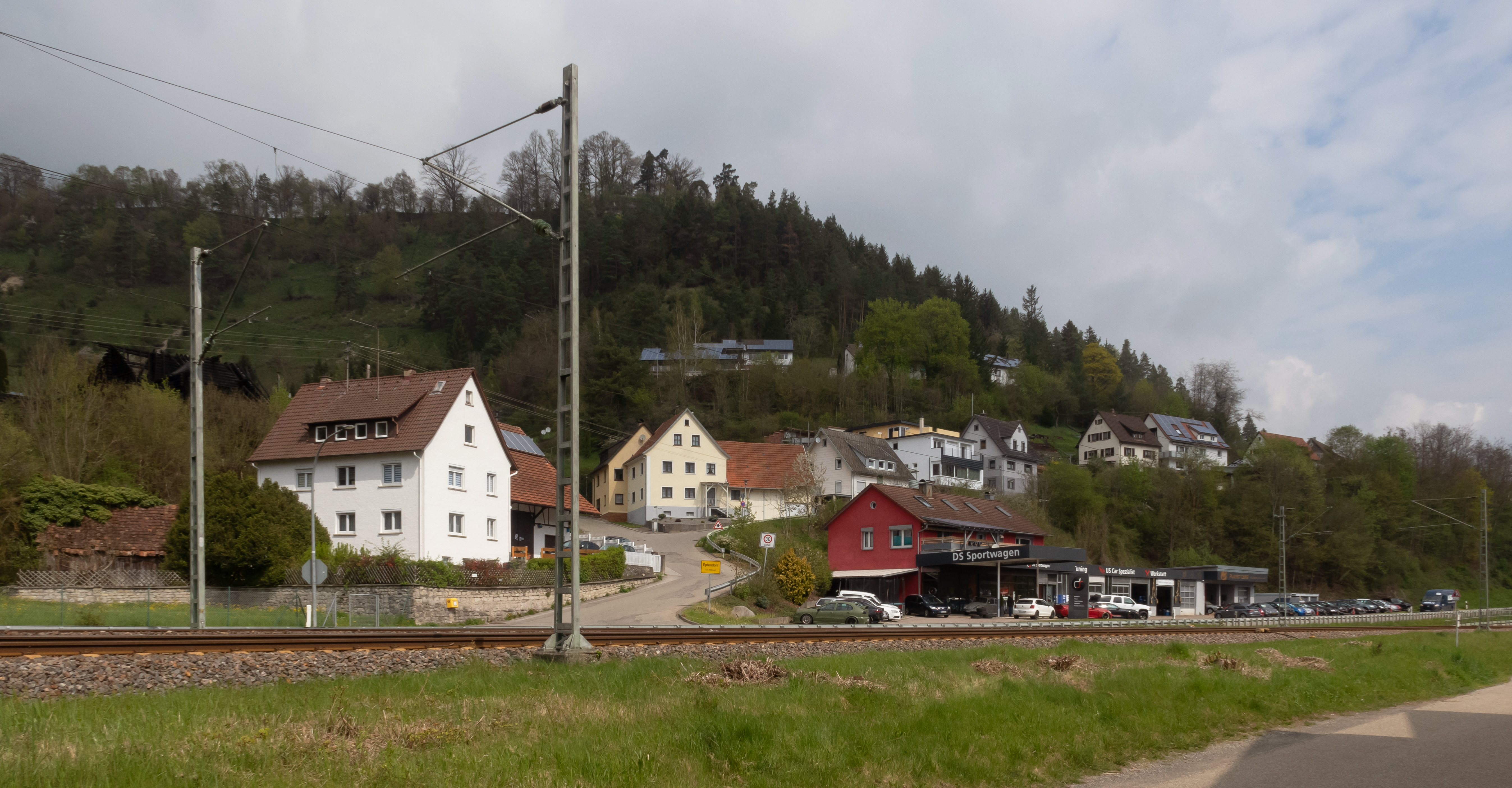
Epfendorf, vue sur la rue le long des voies ferrées.
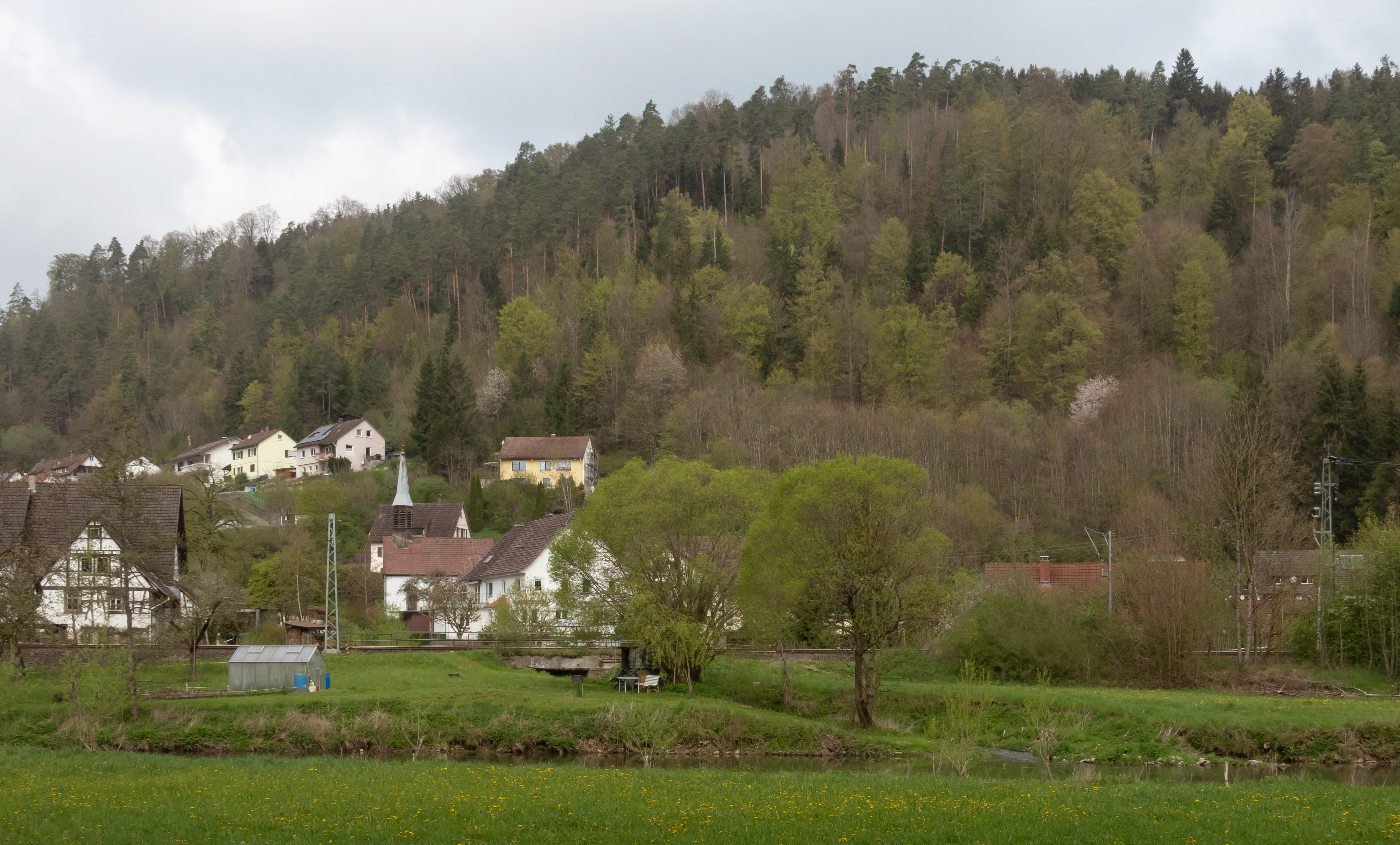
Talhausen, vue sur le village.
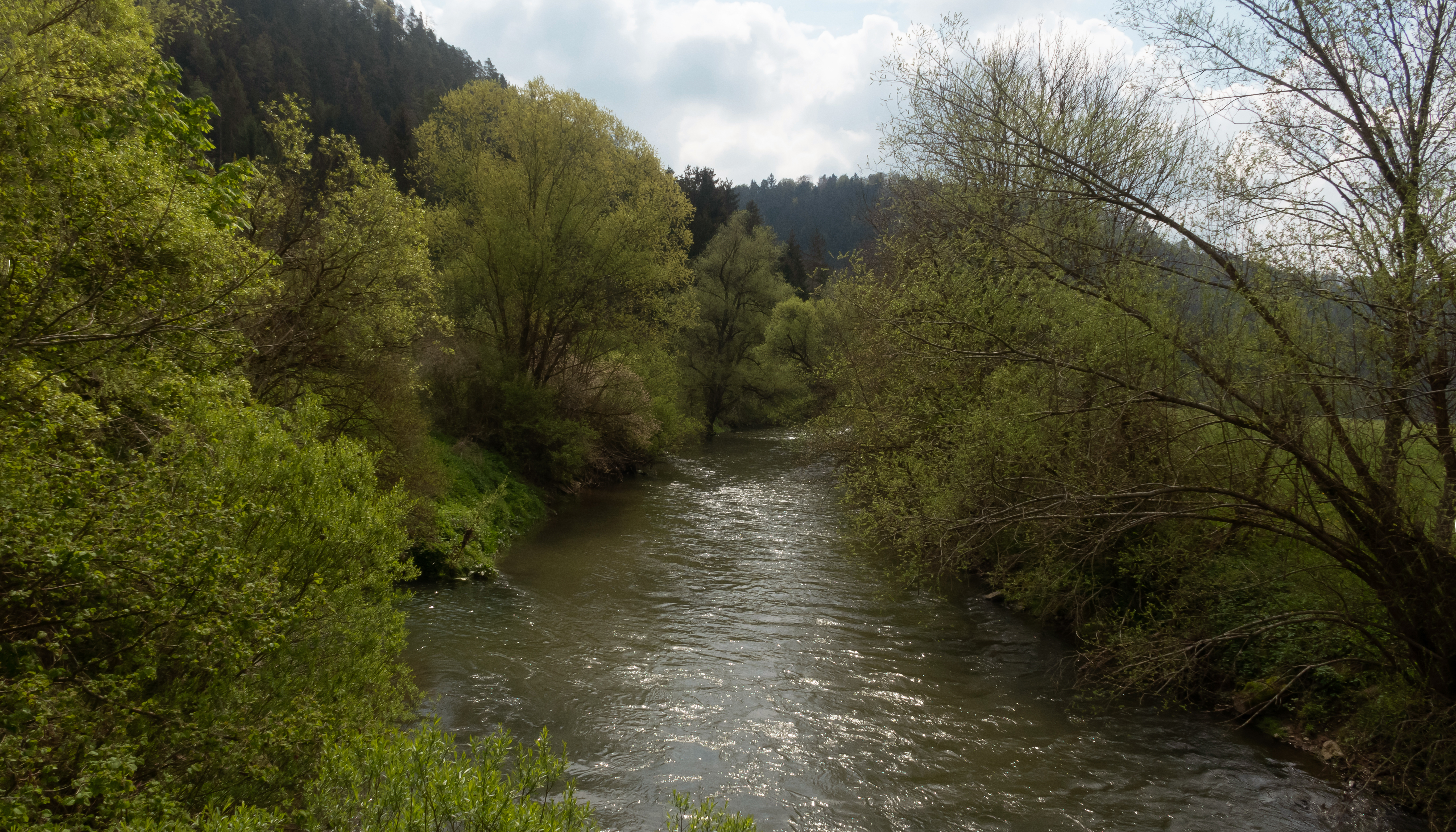
Le Neckar entre Epfendorf et Irslenbach.